# Believe (album av Disturbed)
Believe är Disturbeds andra album. Det släpptes 17 september 2002.

## Låtlista
1. "Prayer" - 3:41
2. "Liberate" - 3:30
3. "Awaken" - 4:30
4. "Believe" - 4:27
5. "Remember" - 4:12
6. "Intoxication" - 3:14
7. "Rise" - 3:57
8. "Mistress" - 3:46
9. "Breathe" - 4:21
10. "Bound" - 3:53
11. "Devour" - 3:53
12. "Darkness" - 3:58